# رأس القرعان
رأس القُرْعَان أو رأس القُرَان هو أحد الرؤوس على الساحل الشمالي للبلاد التونسية، وهو يقع في ولاية بنزرت، ويطل على البحر الأبيض المتوسط.
| رأس القرعان |